# Джеймс Ребгорн
Джеймс Роберт Ребгорн (англ. James Robert Rebhorn; 1 вересня 1948 — 21 березня 2014) — американський актор.

## Біографія
Джеймс Ребгорн народився 1 вересня 1948 року в місті Філадельфія, штат Пенсільванія. У 1966 році закінчив середню школу Медісон Гайтс в місті Андерсон, штат Індіана. Навчався в Університеті Віттенберга в Спрінгфілді, штат Огайо, де вивчав політичні науки. Отримав ступінь магістра образотворчих мистецтв у Колумбійському університеті в 1972 році і почав виступати на театральній сцені. У 1980-х роках став зніматися у фільмах. Найбільш відомі його ролі у фільмах: «Запах жінки» (1992), «День незалежності» (1996), «Талановитий містер Ріплі» (1999), «Знайомство з батьками» (2000).
Був одружений з Ребеккою Лінн Фултон, мав двох доньок: Емма Ребекка і Ханна Лінн.
Помер 21 березня 2014 року у своєму будинку в Саут-Орандж, штат Нью-Джерсі, від меланоми, яка була діагностована в 1992 році.

## Фільмографія

### Фільми
| Рік  |    | Українська назва           | Оригінальна назва                      | Роль                    |
| ---- | -- | -------------------------- | -------------------------------------- | ----------------------- |
| 1976 | ф  |                            | The Yum Yum Girls                      | кастинг-директор        |
| 1980 | ф  | Він знає, що ви одні       | He Knows You're Alone                  | професор Карл Мейсон    |
| 1982 | тф |                            | Will: G. Gordon Liddy                  | Пітер Маруліс           |
| 1982 | ф  |                            | Soup for One                           | суддя                   |
| 1983 | ф  | Сілквуд                    | Silkwood                               | доктор                  |
| 1985 | ф  | Котяче око                 | Cat's Eye                              | п'яний бізнесмен        |
| 1986 | ф  |                            | Whatever It Takes                      | Майкл Маніон            |
| 1988 | ф  | Будинок на Керрол-стріт    | The House on Carroll Street            | The Official            |
| 1990 | ф  | Години відчаю              | Desperate Hours                        | прокурор                |
| 1991 | ф  | Що стосується Генрі        | Regarding Henry                        | доктор Султан           |
| 1991 | ф  | Тіні і туман               | Shadows and Fog                        | лінчувальник #1         |
| 1992 | ф  | Мій кузен Вінні            | My Cousin Vinny                        | Джордж Вілбур           |
| 1992 | ф  | Запах жінки                | Scent of a Woman                       | містер Траск            |
| 1992 | ф  | Основний інстинкт          | Basic Instinct                         | доктор МакЕлвайн        |
| 1992 | ф  | Білі піски                 | White Sands                            | агент Флінн             |
| 1992 | ф  | Вітер                      | Wind                                   | Джордж                  |
| 1993 | ф  | Шлях Карліто               | Carlito's Way                          | Норволк                 |
| 1994 | ф  | Відкритий чек              | Blank Check                            | Фред Вотерс             |
| 1994 | ф  | Охоронець Тесс             | Guarding Tess                          | Говард Шеффер           |
| 1994 | ф  | Я люблю неприємності       | I Love Trouble                         | худий чоловік           |
| 1996 | ф  | Білий шквал                | White Squal                            | капітан Тайлер          |
| 1996 | ф  | Близько до серця           | Up Close & Personal                    | Джон Меріно             |
| 1996 | ф  | День незалежності          | Independence Day                       | Альберт Німзіцкі        |
| 1996 | ф  | Якщо Люсі впаде            | If Lucy Fell                           | Саймон Акерман          |
| 1997 | ф  | Гра                        | The Game                               | Джим Файнгольд          |
| 1999 | ф  |                            | Snow Falling on Cedars                 | Елвін Хукс              |
| 1999 | ф  | Талановитий містер Ріплі   | The Talented Mr. Ripley                | Герберт Грінліф         |
| 2000 | ф  | Пригоди Роккі і Буллвінкля | The Adventures of Rocky and Bullwinkle | президент Сігнофф       |
| 2000 | ф  | Знайомство з батьками      | Meet the Parents                       | доктор Ларрі Бенкс      |
| 2002 | ф  | Пригоди Плуто Неша         | The Adventures of Pluto Nash           | Белчер                  |
| 2002 | ф  | Далеко від раю             | Far from Heaven                        | доктор Боумен           |
| 2003 | ф  | Холодна гора               | Cold Mountain                          | доктор                  |
| 2004 | ф  | Останній кадр              | The Last Shot                          | Ейб Вайт                |
| 2006 | ф  |                            | How to Eat Fried Worms                 | директор Нельсон Бердок |
| 2006 | ф  |                            | Bernard and Doris                      | Волдо Тафт              |
| 2009 | ф  | Інтернаціональ             | The International                      | окружний прокурор       |
| 2009 | ф  | Посилка                    | The Box                                | Дік Бернс               |
| 2011 | ф  | Реальна сталь              | Real Steel                             | Марвін                  |
| 2012 | ф  |                            | Sleepwalk with Me                      | Френк                   |
| 2012 | ф  |                            | The Odd Life of Timothy Green          | Джозеф Крадстафф        |
| 2012 | ф  |                            | The Perfect Wedding                    | Річард Фоулер           |
| 2013 | тф |                            | The Ordained                           | Стен Файнгольд          |
| 2013 | ф  |                            | Before I Sleep                         | священник               |

### Серіали
| Рік       |   | Українська назва    | Оригінальна назва | Роль                                            |
| --------- | - | ------------------- | ----------------- | ----------------------------------------------- |
| 1981—1982 | с |                     | Texas             | Том Керролл (55 епізодів)                       |
| 1983—1989 | с | Дороговказне світло | Guiding Light     | Джон (18 епізодів)                              |
| 2008      | с |                     | Comanche Moon     | губернатор Еліша Піз (3 епізоди)                |
| 2008      | с | Юристи Бостона      | Boston Legal      | Вейд Матіс (2 епізоди)                          |
| 2009      | с | Дорогий доктор      | Royal Pains       | Вілл (Епізод: "No Man Is an Island")            |
| 2009—2013 | с | Білий комірець      | White Collar      | Різ Г'юз (16 епізодів)                          |
| 2010      | с | 30 потрясінь        | 30 Rock           | доктор Каплан (2 епізоди)                       |
| 2010      | с |                     | Big Lake          | Карл Франклін (10 епізодів)                     |
| 2011—2013 | с | Батьківщина         | Homeland          | Френк Метісон (8 епізодів)                      |
| 2012      | с | Блакитна кров       | Blue Bloods       | архієпископ Макговерн (Епізод: "Leap of Faith") |
| 2013      | с | Гарна дружина       | The Good Wife     | Вілкс Інґерсоль (Епізод: "Boom De Yah Da")      |
| 2013      | с |                     | Enlightened       | Чарльз Шидон (4 епізоди)                        |